# Асоціація митців наукової фантастики та фентезі
Асоціація митців наукової фантастики та фентезі (англ. Association of Science Fiction and Fantasy Artists (ASFA)) — неприбуткова освітня асоціація, членами якої є аматори та професійні митці, художники, арт-директори, менеджери мистецьких виставок, видавці та колекціонери, що займаються візуальним мистецтвом наукової фантастики, фентезі, міфології та суміжних тем. Наразі вона базується в Гаррісбурзі, штат Пенсильванія, США.
Метою ASFA є заохочення та допомога митцям, підтримка потреб працюючих художників, освіта громадськості, об'єднання та заохочення меценатів та інших осіб, які цікавляться творами цього жанру. ASFA надає послуги підтримки митцям, видавцям, шанувальникам, а також літературним конвенціям наукової фантастики та фентезі по всьому світу. ASFA надає підтримку митцям на великих конвенціях, таких як Всесвітній науково-фантастичний конвент (Worldcon), Північноамериканський науково-фантастичний конвент (NASFiC), а також працює над підтримкою інших регіональних конвентів у багатьох напрямках. ASFA проводить свої щорічні збори на Worldcon щороку, якщо тільки Worldcon не проходить за межами Північної Америки, коли збори проводяться на NASFiC.
Щороку ASFA вручає премію Чеслі, названу на честь художника-астронома Чеслі Боунстела. Премія Чеслі була започаткована у 1985 році як засіб для спільноти любителів наукової фантастики та фентезі, щоб відзначити індивідуальні роботи та досягнення за попередній рік.